# Île Yeye
Île Yeye je otok površine na atolu Peros Banhos u arhipelagu Chagos Britanskog teritorija Indijskog oceana.
Otok se nalazi unutar strogog rezervata prirode atola Peros Banhos.